# 1888年の映画
1888年の映画（1888ねんのえいが）では、1888年（明治21年）に発表された主な映画作品や、映画関係者の誕生についてまとめる。

## 出来事
- ジョージ・イーストマンが、写真フィルムの特許を申請。
- トーマス・エジソンが、発声映画の構想をもちかけてきたエドワード・マイブリッジと会見した。（2月27日、ニュージャージー州ウェストオレンジ)
- エティエンヌ＝ジュール・マレーが、幅90mmの巻紙フィルムを用いた「クロノフォトグラフ (chronophotographe)」カメラの開発に着手。
- シャルル・エミール・レイノーが、パーフォレーション（送り穴）を用いて動画を映し出すテアトル・オプティークの特許を登録。

## 作品
- 『ラウンドヘイの庭の場面 (Roundhay Garden Scene)』、『Accordion Player』、『Traffic Crossing Leeds Bridge』が、イギリスのリーズで、ルイ・エメ・オーギュスタン・ル・プランスによって、紙製の「ストリッピング ("stripping")」・フィルムと紙製のネガ・フィルムを用いて撮映された。
- 『障害を飛越する馬と騎手 (Pferd und Reiter Springen über ein Hindernis[1]』やその他のシークエンスが、ドイツのオットマール・アンシュッツによって撮映された。

## 誕生
- 1月3日 - ジョージ・B・サイツ（英語版）、アメリカ合衆国の映画監督、脚本家、俳優、プロデューサー（+1944年）
- 1月3日 - ジェームス・ブライディー（英語版）、スコットランドの脚本家（+1951年）
- 1月17日 - エドヴァルド・パーソン（英語版）、スウェーデンの俳優（+1957年）
- 2月6日 - ルシール・グリーソン（英語版）、アメリカ合衆国の女優（+1947年）
- 3月4日 - ラファエラ・オッティアーノ（英語版）、イタリアの女優（+1942年）
- 3月5日 - ジュールス・ファースマン（英語版）、アメリカ合衆国の脚本家、映画監督、プロデューサー（+1966年）
- 3月10日 - バリー・フィッツジェラルド、アイルランドの俳優（+1961年）
- 3月30日 - アンナ・Q・ニルソン（英語版）、スウェーデンの女優（+1974年）
- 4月11日 - ドナルド・カルスロップ（英語版）、イギリスの俳優（+1940年）
- 4月15日 - フローレンス・ベイツ（英語版）、アメリカ合衆国の女優（+1954年）
- 4月19日 - パット・ウエスト（英語版）、アメリカ合衆国の俳優（+1944年）
- 4月27日 - フローレンス・ラ・バディ、アメリカ合衆国の女優（+1917年）
- 5月7日 - [セルマー・ジャクソン（英語版）、アメリカ合衆国の俳優（+1971年）
- 5月17日 - [クロード・メレール（英語版）、フランスの女優（+1976年）
- 5月25日 - マイルス・モールソン（英語版）、イギリスの俳優、脚本家（+1969年）
- 7月4日 - ヘンリー・アーメッタ（英語版）、イタリアの俳優（+1945年）
- 7月16日 - パーシー・キルブライド（英語版）、アメリカ合衆国の俳優（+1964年）
- 8月14日 - ロバート・ウルジー（英語版）、アメリカ合衆国の俳優（+1938年）
- 8月17日 - モンティ・ウーリー、アメリカ合衆国の俳優（+1963年）
- 9月12日 - モーリス・シュヴァリエ、フランスの俳優、歌手（+1972年）
- 9月25日 - ハンナ・ラルフ、ドイツの女優（+1978年）
- 9月26日 - ウォーリー・パッチ（英語版）、イギリスの俳優、脚本家（+1970年）
- 10月1日 - ジョン・E・ブレイクリー（英語版）、イギリスの映画プロデューサー、映画監督、脚本家（+1958年）
- 10月9日 - ハンク・パターソン（英語版）、アメリカ合衆国の俳優（+1975年）
- 10月18日 - ポール・ヴェルモワイヤル（英語版）、フランスの俳優（+1925年）
- 10月25日 - レスター・クネオ（英語版）、アメリカ合衆国の俳優、映画プロデューサー（+1925年）
- 11月3日 - モーリス・ヴィノ（英語版）、フランスの俳優（+1916年）
- 11月18日 - フランシス・マリオン、アメリカ合衆国の脚本家、映画監督、映画プロデューサー、女優（+1973年）
- 11月23日 - ナナ・ブライアント、アメリカ合衆国の女優（+1955年）
- 11月23日 - ハーポ・マルクス、アメリカ合衆国の俳優、脚本家（+1964年）
- 11月24日 - キャスリーン・ネスビット、イギリスの女優（+1982年）
- 11月25日 - アムンド・ライドランド（英語版）、ノルウェーの俳優（+1967年）
- 11月26日 - フランシスコ・カナロ、ウルグアイの作曲家、映画プロデューサー、俳優（+1964年）
- 12月6日 - ウィル・ヘイ（英語版）、イギリスの俳優、脚本家、映画監督（+1949年）
- 12月18日 - グラディス・クーパー、イギリスの女優（+1971年）
- 12月22日 - J・アーサー・ランク（英語版）、イギリスの映画プロデューサー、脚本家（+1972年）
- 12月27日 - テア・フォン・ハルボウ、ドイツの女優、脚本家、映画監督（+1954年）
- 12月27日 - スヴェント・メルシング（英語版）、デンマークの俳優、劇作家（+1946年）
- 12月27日 - F・W・ムルナウ、ドイツの映画監督、脚本家、映画プロデューサー（+1931年）